# Antony Head
Antony Henry Head, 1. wicehrabia Head GCMG, CBE (ur. 1906, zm. 1983) – brytyjski polityk, członek Partii Konserwatywnej, minister w rządach Winstona Churchilla i Anthony’ego Edena.

## Życiorys
Wykształcenie odebrał w Eton College oraz w Royal Military Academy Sandhurst. Następnie służył 15/19 Pułku Huzarów King’s Royal oraz w Life Guards. Walczył podczas II wojny światowej i dosłużył się rangi brygadiera. W 1945 r. został wybrany do Izby Gmin z okręgu Carshalton. Po powrocie konserwatystów do władzy w 1951 r. został ministrem wojny. W latach 1956–1957 był ministrem obrony. W 1960 r. otrzymał tytuł 1. wicehrabiego Head i zasiadł w Izbie Lordów.

## Życie prywatne
23 lipca 1935 r. poślubił lady Dorotheę Louise Ashley-Cooper (ur. 29 kwietnia 1907), córkę Anthony’ego Ashleya-Coopera, 9. hrabiego Shaftesbury, i lady Constance Grosvenor, córki hrabiego Grosvenor. Z małżeństwa narodziło się dwóch synów i dwie córki:
- Richard Antony Head (ur. 1937), 2. wicehrabia Head
- Terea Mary Head (ur. 1938)
- Simon Andrew Head (ur. 1944)
- Josephine Head (1948–1949)